# Roland Bervillé

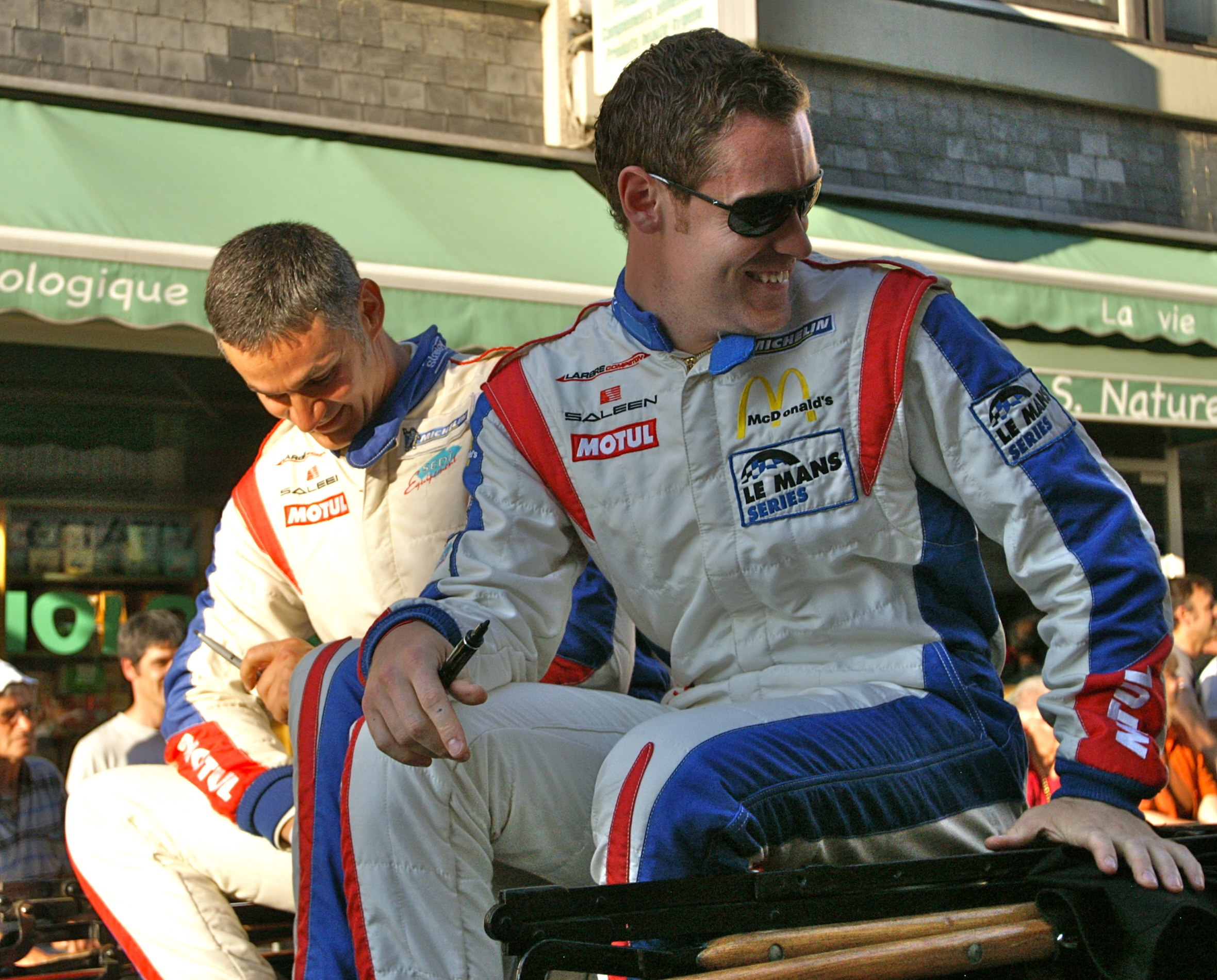
Roland Bervillé (links) 2010 in Le Mans

Roland Philippe Bervillé (* 7. Februar 1966 in Uzès) ist ein ehemaliger französischer Autorennfahrer.

## Karriere im Motorsport
Roland Bervillé begann in den 1990er-Jahren mit dem GT- und Sportwagensport. Erste Erfolge feierte er für das Team der Alméras-Brüder Jacques und Jean-Marie. Für die Brüder aus Montpellier wurde er 1998 Gesamtelfter in der französischen GT-Meisterschaft (Meister Jean-Pierre Jarier).
In den 2000er-Jahren engagierte sich Bervillé in der FIA-GT-Meisterschaft, sowie der European und American Le Mans Series. 2004 wurde er Neunter beim 12-Stunden-Rennen von Sebring. 2010 gewann er mit dem 13. Gesamtrang die GT1-Klasse beim 24-Stunden-Rennen von Le Mans.

## Statistik

### Le-Mans-Ergebnisse
| Jahr | Team                       | Fahrzeug           | Teamkollege          | Teamkollege      | Platzierung             | Ausfallgrund     |
| ---- | -------------------------- | ------------------ | -------------------- | ---------------- | ----------------------- | ---------------- |
| 2003 | T2M Motorsport             | Porsche 996 GT3 RS | Vanina Ickx          | Patrick Bourdais | Rang 27                 |                  |
| 2004 | Panoz Motor Sports         | Panoz Elan GTR1    | Jean-Luc Blanchemain | Patrick Bourdais | Ausfall                 | Kupplungsschaden |
| 2007 | Aston Martin Racing Larbre | Aston Martin DBR9  | Patrick Bornhauser   | Gregor Fisken    | Rang 29                 |                  |
| 2010 | Larbre Compétition         | Saleen S7-R        | Julien Canal         | Gabriele Gardel  | Rang 13 und Klassensieg |                  |

### Sebring-Ergebnisse
| Jahr | Team               | Fahrzeug  | Teamkollege          | Teamkollege        | Platzierung | Ausfallgrund |
| ---- | ------------------ | --------- | -------------------- | ------------------ | ----------- | ------------ |
| 2004 | Larbre Compétition | Panoz GTP | Jean-Luc Blanchemain | Christophe Bouchut | Rang 9      |              |